# Pedicia laetabilis
Pedicia laetabilis är en tvåvingeart som beskrevs av Alexander 1938. Pedicia laetabilis ingår i släktet Pedicia och familjen hårögonharkrankar. Inga underarter finns listade i Catalogue of Life.